# Bonnanaro
Bonnanaro település Olaszországban, Szardínia régióban, Sassari megyében. Lakosainak száma 921 fő (2023. január 1.). Bonnanaro Borutta, Mores, Siligo, Torralba és Bessude községekkel határos.

## Népesség
A település népességének változása:
| Lakosok száma | 977  | 973  | 921  |
|               | 2017 | 2018 | 2023 |